# Sono stato negro pure io
Sono stato negro pure io è un film documentario del 2002 diretto da Giulio Manfredonia. È incentrato sulla vita dei bambini in Africa orientale. Promuove l'attività dell'associazione AMREF, di cui Giobbe Covatta è testimonial.

## Trama
Attraverso un viaggio compiuto da Covatta ed una bambina keniota verso Nairobi, si raccontano le condizioni di vita dei bambini del Kenya, siano in un piccolo villaggio o nella baraccopoli della capitale, con un linguaggio semplice e crudo allo stesso tempo.

## Produzione
Il documentario, prodotto da Ruvido Produzioni, è stato scritto da Giobbe Covatta e Paola Catella per la regia di Giulio Manfredonia.